# Panart
Panart — кубинский лейбл звукозаписи, основанный в 1944 году инженером Рамоном Шабатом (исп. Ramon Sabat). После кубинской революции лейбл был национализирован и преобразован в «Panart Nacionalizada», который вскоре был поглощён компанией Egrem.
Вместе с RCA Victor, Panart были главными студиями звукозаписи на Кубе в 1950-х. С 1960-х годов, они известны как студия Areito, принадлежащих EGREM. Кроме того, Panart выступал в качестве дистрибьютора Odeon, Musart, Сонора и Capitol Records.

## История
В 1944 году Рамон Шабат (исп. Ramon Sabat) создал «Cuban Plastics & Record Corporation» и стал её президентом. Главным акционером компании была кубинская электрическая компания, которая в свою очередь контролировалась американской холдинговой компанией. В 1945 кубинская электрическая компания продала все свои акции Шаботу, в результате чего он стал единственным владельцем «Cuban Plastics & Record Corporation». Компания была переименована в Panart (или стилизовано — Pan-Art). Жена Рамона Шабата, Джулия Шабат (исп. Julia Sabat), стала вице-президентом, а миллионер Энрике Горрин (исп. Enrique Gorrín) её казначеем. Штаб-квартира и студии звукозаписи находились на улице Сан-Мигель, 410 в Гаване. Завод же был расположен за пределами города.
В 1952 году, Panart получил эксклюзивные права на издание пластинок по лицензии Decca. Спустя несколько лет контракт был расторгнут в связи с тем, что Decca заключила его с EMI/Capitol.
После создания дочернего предприятия Panart Recording Corporation в Нью-Йорке в 1952 году, и выпуска в этом же году своих первых пластинок Panart выпускала полмиллиона записей в год, 20 % из которых было экспортировано за пределами Кубы (более 50 % к 1959).

## Исполнители, записывавшиеся на лейбле
- Guillermo Barreto
- Alberto Beltrán
- Cachaíto
- Cachao